# チェリク (オングト部)
チェリク(モンゴル語: Čelig,? - ?)とは、モンゴル帝国に仕えた武将の一人。チャガタイ家に仕えて陝西・四川方面の進出に大きな功績を残したアンチュルの息子で、その地位を継承した。『元史』における漢字表記は徹理（chèlǐ）・車里（chēlǐ）など。

## 概要
チェリクはアンチュルの10人の息子の長男として生まれ、早くから父の軍務に携わっていた。1258年(丁巳)、チェリクは元帥に任じられ、都元帥のネウリンに従って四川地方の中心都市成都の攻略に加わった。成都では南宋の将軍姚徳が雲頂山を守っていたが、チェリクは磨下の軍勢を率いてこれを打ち破り、成都の包囲を進めた。その後、南宋の将軍劉整は配下の武将を派遣してモンゴル軍を攻撃させたがチェリクはこれを打ち破り、敗走した南宋軍を追って簡州にまで至った。そこでチェリクは敵将を切り、300人あまりを殺して簡州城を陥落させた。
さらに重慶攻めでは、チェリクは1千の兵を率いて先鋒を務め、馬湖江を渡って南宋軍を馬老山に破り、100人あまりを捕虜とした。1258年(戊午)、四川方面のモンゴル諸軍が灰山に駐屯していた時、南宋軍はモンゴル軍の陣営に夜襲をかけてきたが、チェリクはこれを迎え撃って勝利をおさめ、首級は300にものぼった。
1265年(中統元年)、モンケが急死しクビライが即位を宜言すると、クビライを支持したアンチュル・チェリク父子はそれぞれ征行元帥・アウルク元帥に任じられ、その後アンチュルが老齢を理由に引退すると、チェリクは父の地位も継いで征行元帥となった。しかし、1265年(至元2年)にチェリクは病にかかって職務を行うことができなくなり、チャガタイ家出身で大元ウルスの西北方面の防備を任せられていたアジキの命令によってチェリクの息子ボロト・カダが父の地位を受け継ぐこととなった。

## オングト部アンチュル家
- 征行大元帥アンチュル（Ančul ＞按竺邇,ànzhúĕr）
  - 征行元帥チェリク（Čelig ＞徹理,chèlǐ）
    - 征行元帥ボロト・カダ（Bolod qada ＞歩魯合荅,bùlŭhédá）
      - 管軍千戸マング・ブカ（Manγu buqa ＞忙古不花,mánggŭbùhuā）

  - ヒジル（趙国宝）（zhàoguóbǎo）
    - ノカイ（趙世栄）（Noqai ＞那懐,nàhuái/zhàoshìróng）
    - 趙世延（zhàoshìyán）
      - 黄州路総管イェスデイ（Yesüdei ＞野峻台,yĕjùntái）
      - 江浙行省理問官オルク（Örüg ＞月魯,yuèlŭ）
      - 夔州路総管バイク（Baiqu ＞伯忽,bǎihū）

  - テムル（趙国安）（Temür ＞帖木児,tièmùér/zhàoguóān）
  - 趙国能（zhàoguónéng）